# 林福祥
林福祥（？—1862年），字亮子，桂楣，廣東省廣州府香山縣（今廣東省中山縣）人，清朝政治人物。
道光二十五年，署江西廣信府通判。道光二十七年，署江西定南廳同知。咸丰三年，署江西南昌府知府。咸丰四年，署江西撫州府知府。咸豐九年，任江西吉南贛甯道。咸豐十年，任福建按察使。同年改浙江布政使。
有甥胡慕超。